# Nombre mixt
Un nombre mixt és la suma d'un nombre enter i una fracció pròpia. En alguns contextos, per exemple, en la nomenclatura tradicional dels diàmetres de canonades, aquesta suma queda indicada implícitament sense utilitzar de cap operador visible com "+"; per exemple, referint-se a dos pastissos sencers i a tres quartes parts d'un altre pastís, la part sencera i la fraccionària del nombre s'escriuen una al costat de l'altre: {\displaystyle 2+{\tfrac {3}{4}}=2{\tfrac {3}{4}}}. En matemàtiques però, és diferent, ja que el fet de no posar cap operador entre el nombre enter i la fracció indica una multiplicació.
Es pot pensar que una fracció impròpia és una altra manera d'escriure un nombre mixt; considerem l'exemple {\displaystyle 2{\tfrac {3}{4}}}.
Es pot imaginar que els dos pastissos sencers estan dividits en quatre parts cadascun, per tant el denominador per als pastissos sencers és el mateix que el denominador per les parts. Per tant, cada pastís sencer contribueix
{\displaystyle {\tfrac {4}{4}}} al total, per tant {\displaystyle {\tfrac {4}{4}}+{\tfrac {4}{4}}+{\tfrac {3}{4}}={\tfrac {11}{4}}} és una altra manera d'escriure {\displaystyle 2{\tfrac {3}{4}}}.

## Conversió a fracció impròpia
Un nombre mixt es pot convertir en una fracció impròpia en tres passos:
1. Multiplicar la part entera pel denominador de la part fraccionària.
2. Afegir el numerador de la part fraccionària a aquest producte.
3. La suma resultant de la fracció obtinguda i la fracció de la part fraccionària és la fracció impròpia (el seu denominador continua sent el mateix que el de la part fraccionària original del nombre mixt).

### Exemple
Convertim el nombre mixt {\displaystyle 2{\tfrac {3}{4}}} en una fracció impròpia: 
1. Multipliquem la part entera pel denominador de la part fraccionària: {\displaystyle 2\cdot 4=8} i li afegim el mateix denominador: {\displaystyle {\frac {8}{4}}}
2. Sumem les dues fraccions: {\displaystyle {\frac {8}{4}}+{\frac {3}{4}}={\frac {11}{4}}}

Per tant, la fracció impròpia és {\displaystyle {\frac {11}{4}}}

## Conversió des d'una fracció impròpia
Similarment, una fracció impròpia es pot convertir en un nombre mixt:
1. Dividir el numerador pel denominador.
2. El quocient (sense residu) es converteix en la part entera i el residu és el numerador de la part fraccionària.

### Exemple
La fracció {\displaystyle {\frac {11}{4}}} és impròpia, ja que el numerador és major que el denominador.
1. Al realitzar la divisió, obtenim el quocient {\displaystyle 2} i el residu {\displaystyle 3}
2. El nombre mixt és {\displaystyle 2{\tfrac {3}{4}}}